# Pommac-skylten, Stureplan

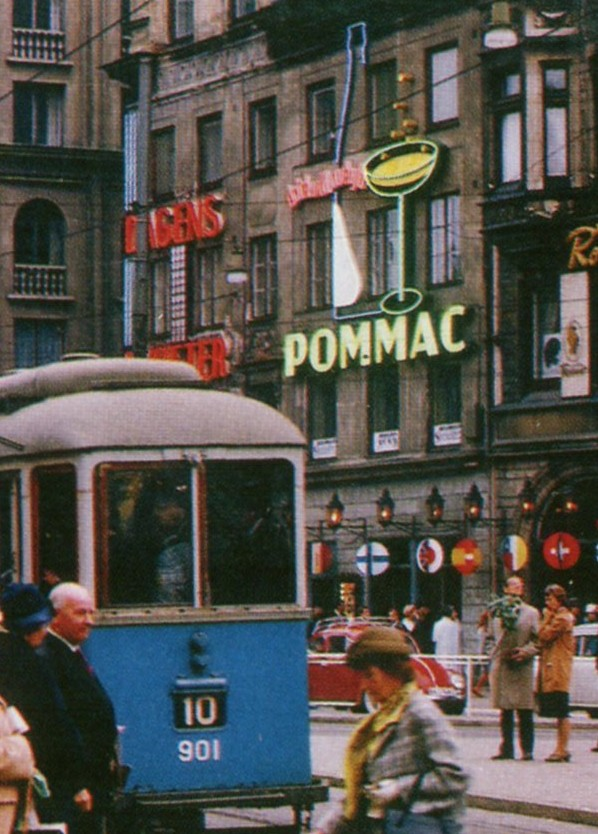
Pommac-skylten 1963.
Foto: Håkan Trapp

Pommac-skylten var en rörlig ljusreklam för läskedrycksfirman Pommac som fanns på byggnaden vid Stureplan 13 i Stockholm. Glaset med bubblor som steg mot himlen blev snabbt mycket populärt. Det lär ha funnits en liknande Pommac-skylt vid Norrmalmstorg i Stockholm.

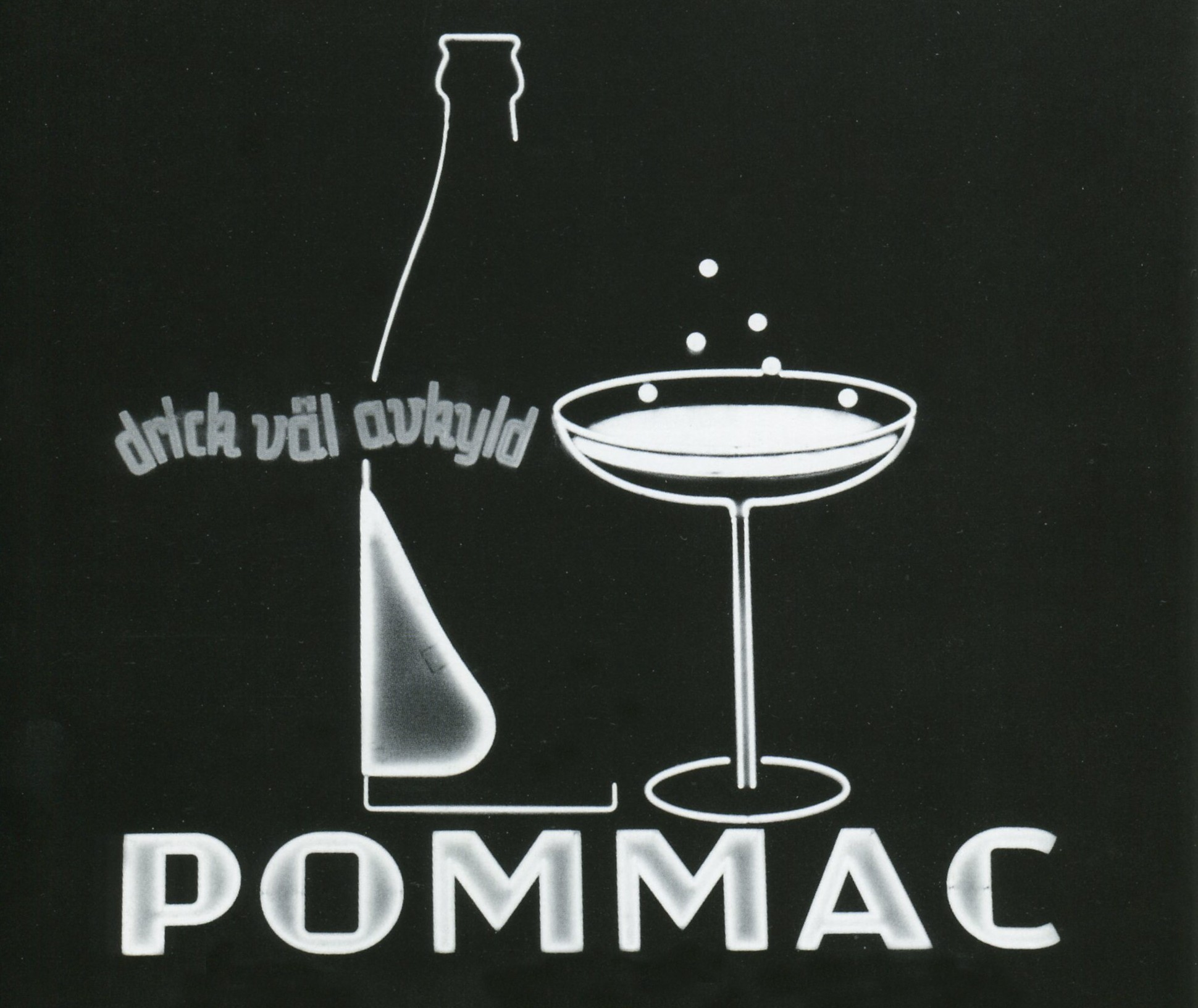
Pommac-skylten vid Stureplan, 1930-tal.

För Samarin gjordes en liknande reklamskylt med ett bubblande neonglas, dock utan flaska. Den satt på Grönwalls Bryggeris gamla lagerkällare vid Luntmakargatan i höjd med Adolf Fredriks kyrkogata med fri blick från Sveavägen. I samband med att Stadsmuseet i Stockholm utförde en industrimiljöinventering 1979 syns skylten fortfarande på husfasaden. Bebyggelsen på platsen är numera helt förändrad och skylten finns inte längre kvar.
Pommac-skylten tillverkades av Svenska Neon, troligen på sent 1930-tal. Den var färgglad och bestod av neonrör med blått, rött, grönt och gult ljus, som hade en sammanlagd längd av 62 meter. Pommacflaskan var 6,5 meter hög och hade en blålysande neonkontur, genom flaskan gick en textslinga i röd som löd: "drick väl avkyld". Flaskan hade en kontur enbart på vänstra sidan, det var inte bara ett estetiskt grepp utan man slapp även dra konstruktionen tvärs över två fönster.
Till höger om flaskan kom själva finessen; ett flackt champagneglas med pommacbubblor som steg mot himlen. Glaset hade gröna konturer och pommacgult innehåll. Bubblorna var tillverkade av intermitterande (blinkande) lampor. Under alltsammans stod i stora bokstäver "POMMAC" med gröngul text. Eleffekten var på 1,2 kW.